# Inocybe fuligineoatra
Inocybe fuligineoatra är en svampart som beskrevs av Huijsman 1955. Inocybe fuligineoatra ingår i släktet Inocybe och familjen Inocybaceae.   Inga underarter finns listade i Catalogue of Life.